# Teresa Marcos
Teresa Marcos és una directora de cinema asturiana. Es va llicenciar en Ciències de la Informació a la Universitat Autònoma de Barcelona, on també va estudiar literatura espanyola i filosofia antiga. Després va estudiar llenguatge i producció audiovisual a la Lighthouse Film and Video de la Universitat de Sussex. Després es va dedicar al cinema com a directora de curtmetratges amb un cert ressò: el seu primer curt, Se paga en el acto (1994) fou candidat al Goya al millor curtmetratge de ficció, com ho fou el 1999 Lencería de ocasión, que també va guanyar el premi del públic al Seattle Queer Film Festival de 2001. El 2002 va guanyar el premi Dia d'Asturias al Festival Internacional de Cinema de Gijón pel seu curt Por estar contigo. El 2016 va estrenar el seu primer llargmetratge En modo silencio. que fou guardonat al Festival Internacional de Cinema de Gijón.